# Асатіані Леван Никифорович
Лева́н Ники́форович Асатіа́ні (12 липня 1900— †14 травня 1955) — грузинський радянський літературознавець.
Автор праць:
- «Життя Акакія Церетелі» (1940),
- «Грузинська робітнича революційна поезія» (1951).

Асатіані один з перших істориків грузинської радянської літератури, який вивчав зв'язки грузинської літератури з українською та іншими літературами:
- «З історії культурних взаємин Грузії та України» (1954),
- «Літературні зв'язки грузинського народу з братніми народами» (1955),
- «Леся Українка» (1953).

## Твори
- Укр. перекл. — Тарас Шевченко і грузинська література. «Радянське літературознавство», 1957, № 3;
- Рос. перекл. — Жизнь Акакия Церетели. Тбилиси, 1947; Дружба братских литератур. Тбилиси, 1958.